# Alejandro Patallo Calo
Alejandro Patallo Calo (Villamarín *1972) fue "alcalde" del concejo asturiano de Grado durante un año en la legislatura 2003-2007, con el Grupo Mixto, tras ser expulsado del PSOE. Su predecesor y sucesor fue José Sierra Fernández.
Llegó a la alcaldía con el apoyo del PP, lo que le costó la expulsión del PSOE junto con el resto de miembros de este partido. Pasó entonces a formar parte del grupo mixto, y continuó con las labores de alcalde, hasta que ya en 2004, un concejal tránsfuga le retiró su apoyo, otorgándoselo a José Sierra Fernández, que recuperó de esta forma la alcaldía.
Hizo una seria oposición al nuevo alcalde, hasta que en 2007 decidió fundar su propio partido (AIGRAS) al no ser readmitido en el PSOE. En este nuevo partido entraron la mayoría de sus antiguos compañeros del PSOE, obteniendo en las elecciones municipales de 2007 3 escaños (de los 17 posibles) y convirtiéndose en la fuerza bisagra para que el PP de la mano de Antonio Rey consiguiese la alcaldía del concejo tras las elecciones del 27 de mayo de 2007.
En los elecciones de 2011, AIGRAS bajo a dos escaños, volviendo a apoyar (esta vez con la adición de FAC) el pacto del Gobierno con el PP.
En 2013, tras discrepancias con el actual Equipo de Gobierno, Sr. Patallo y su compañera fueron expulsados del Equipo de Gobierno, terminando su cargo de vicealcalde.
En los elecciones de 2015, AIGRAS consegio 203 votos (un 4,18%) del voto, pero no era suficiente para superar la barrera electoral y quedó sin representación en el gobierno local.
- Datos: Q5665363